# Jancsó Miklós (farmakológus)

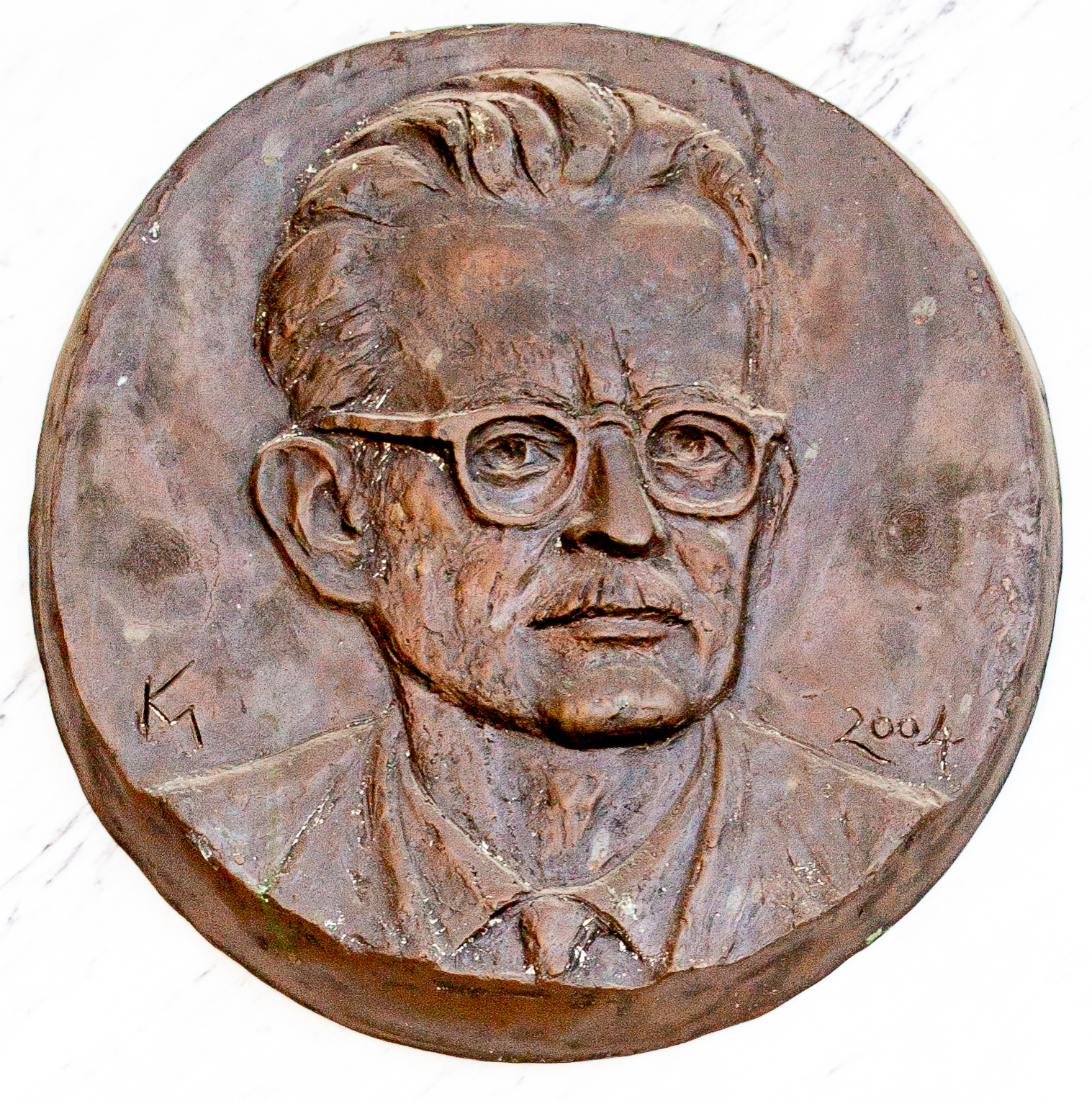
Domborműve a szegedi Dóm téren

Gidófalvi Jancsó Miklós (Kolozsvár, 1903. április 27. – Szeged, 1966. április 16.) Kossuth-díjas farmakológus, hisztokémikus, fiziológus. A kemoterápiás gyógymódok, az immunrendszer és az idegi eredetű gyulladások nemzetközi hírű farmakológiai-élettani kutatója volt. 1946-tól a Magyar Tudományos Akadémia levelező, s ugyanazon évtől rendes tagja volt. Jancsó Miklós (1868–1930) orvos fia, Jancsó Aranka (1922–1981) farmakológus férje.

## Életútja
1921 és 1926 között végezte orvosi tanulmányait a szegedi Ferenc József Tudományegyetemen, orvosi oklevelét 1929-ben szerezte meg. 1927–1928-ban a szegedi egyetem belgyógyászati klinikáján dolgozott díjtalan gyakornokként, 1928–1929-ben pedig a gyógyszerismereti intézetben Issekutz Béla munkatársaként tevékenykedett mint díjas tanársegéd. 1929 és 1931 között a Collegium Hungaricum Berlin ösztöndíjával a berlini Robert Koch Intézet kemoterápiai osztályán, illetve a berlin-dahlemi Birodalmi Egészségügyi Hivatal (Reichsgesundheitsamt) bakterológiai-szerológiai osztályán végzett kutatásokat. 1931-ben visszatért a szegedi egyetem gyógyszertani intézetébe, ahol előbb tanársegédként és címzetes adjunktusként, 1932-től 1937-ig – mint a Kemoterápia és méregtan című tárgykör magántanára – fizetéses adjunktusként tevékenykedett. 1937-től nyilvános rendkívüli, 1940-től nyilvános rendes tanárként oktatott tovább. Ezzel párhuzamosan, 1938–1947 között a gyógyszerismereti intézet igazgatói tisztét is betöltötte, 1938-tól haláláig pedig – az 1951-ben a Szegedi Orvostudományi Egyetemhez átkerült – gyógyszertani intézet igazgatója, tanszékvezető egyetemi tanára volt.

## Munkássága
Pályája elején behatóan vizsgálta a máj elzsírosodását megakadályozó anyagoknak – azaz a lipotrop farmakonoknak – az idegsejtek Golgi-készülékére gyakorolt hatását, s elsőként mutatta ki sikeresen hisztokémiai módszerrel az arzenobenzol-származékokat (Salvarsan). A farmakológián belül kutatásai főként a kemoterápiás módszerek hatásvizsgálatára, a kórokozók vagy beteg sejtek kemoterápiás szerekkel szembeni ellenálló képességének (rezisztenciájának) változására irányultak. Felfedezte a dekametilén-diguanidin és származékainak terápiás hatását a dél-amerikai álomkór (tripanoszomiázis) és a kala-azar (dumdumláz vagy leishmaniasis) gyógyításában. Foglalkozott a szervezet védekezőképességében jelentős feladatot betöltő retikulo-endoteliális rendszer (RES) és a vesehámsejtek élettani-immunológiai szerepével és tárolóképességük hisztaminnal való befolyásolásával. A hisztaminnal kapcsolatos vizsgálatai eredményeként megállapította, hogy a vénás hajszálerek falát alkotó endotel sejteket falósejtekké (fagocitákká) alakíthatja. Mikrofotográfiákkal dokumentálta a RES és a vese tárolósejtjeinek alaktani jellegzetességeit. Kutatta az idegi eredetű (neurogén) gyulladásokat, az érzőideg-végződések gyulladásmechanizmusát és kapszaicines gyógyszerészeti befolyásolásának módozatait.
1945–1947 között tagja volt a Magyar Természettudományi Akadémiának. Tudományos eredményei elismeréseként 1946-ban a Magyar Tudományos Akadémia levelező, s még ugyanazon évben rendes tagjává választották, 1957-től haláláig az Élettani Bizottság elnöki tisztét töltötte be. Két ízben is kapott Kossuth-díjat (1948, 1955), 1961-ben a Hőgyes Endre-emlékérmet, később a Csehszlovák Gyógyszerészeti Társaság (Československá lékařská společnost) Purkyně-emlékérmét vehette át. Több külföldi társaság beválasztotta levelező tagjai sorába, így 1933-ban a Bécsi Biológiai Társaság (Wiener Biologische Gesellschaft), 1965-ben a Német Farmakológiai Társaság (Deutsche Gesellschaft für Pharmakologie).

## Főbb művei
- Histochemiai tanulmányok chemoterápiás arsenobensol származékok viselkedéséről emberi és állati szervezetben, Szeged, 1928
- Photobiologische Studien in der Chemotherapie, in: Zentralblatt für Bakteriologie 1931
- Mikrobiologische Grundlagen der chemotherapeutischen Wirking, in: Zentralblatt für Bakteriologie 1934–1935.
- Histamine as a psychological activator of the reticulo-endothelial system, in: Nature 1947
- Demonstration of Bayer 205 (Suramin) in tissues and its cellar distribution, in: Nature 1952
- Speicherung: Stoffanreicherung im Retikuloendothel und in der Niere, Budapest, 1955
- Storage of proteins and vinylpolymers in histiocytes and in the renal ephitelium, in: Acta Medica 1955
- A kémiai fájdalomérzés tartós kikapcsolása farmakológiai úton és a neurogén gyulladás problémája, in: Az MTA Biológiai és Orvostudományi Osztályának Közleményei 1959

## További irodalom
- Issekutz Béla: Jancsó Miklós, in: Magyar Tudomány, 1966
- Thuránszky Károly: Jancsó Miklós, in: Acta Physiologica, 1966
- Zallár Andor, Jancsó Miklós szakirodalmi munkássága Budapest, 1967
- Id. Issekutz Béla: Id. Jancsó Miklós és ifj. Jancsó Miklós, a két orvostudós, Budapest, 1968
- Lukács Dezső: Ifj. Jancsó Miklós élete és munkássága, in: Természet Világa, 1978
- Bóna Endre: Ifjabb Jancsó Miklós öröksége, in: Egészség, 1996

1. ↑  https://epa.oszk.hu/01600/01609/00035/pdf/MFME_EPA01609_2001_irod_190-212.pdf